# جيوفري هاو
جيوفري هاو (بالإنجليزية: Geoffrey Howe)‏ هو دبلوماسي ومحامي وسياسي بريطاني، ولد في 20 ديسمبر 1926 في المملكة المتحدة، وتوفي في 9 أكتوبر 2015 في وركشير في المملكة المتحدة بسبب نوبة قلبية. حزبياً، نشط في حزب المحافظين.

## مناصب
- انتخب سفير.
- في الانتخابات العامة في المملكة المتحدة 1964 [الإنجليزية]‏، انتخب عضو البرلمان الثالث والأربعون للمملكة المتحدة عن دائرة Bebington (UK Parliament constituency) [الإنجليزية]‏ (15 أكتوبر 1964 – 10 مارس 1966).
- في الانتخابات العامة في المملكة المتحدة 1970، انتخب عضو البرلمان الخامس والأربعون للمملكة المتحدة عن دائرة رايغيت (18 يونيو 1970 – 8 فبراير 1974).
- في الانتخابات العامة في المملكة المتحدة فبراير 1974 [الإنجليزية]‏، انتخب عضو البرلمان السادس والأربعون للمملكة المتحدة عن دائرة سوري الشرقية خلال فترته النيابية ‏ (28 فبراير 1974 – 20 سبتمبر 1974).
- في الانتخابات العامة في المملكة المتحدة أكتوبر 1974 [الإنجليزية]‏، انتخب عضو البرلمان السابع والأربعون للمملكة المتحدة عن دائرة سوري الشرقية خلال فترته النيابية ‏ (10 أكتوبر 1974 – 7 أبريل 1979).
- في الانتخابات العامة للمملكة المتحدة 1979 [الإنجليزية]‏، انتخب عضو البرلمان الثامن والأربعون للمملكة المتحدة عن دائرة سوري الشرقية خلال فترته النيابية ‏ (3 مايو 1979 – 13 مايو 1983).
- في الانتخابات العمومية للمملكة المتحدة 1983 [الإنجليزية]‏، انتخب عضو البرلمان التاسع والأربعون للمملكة المتحدة عن دائرة سوري الشرقية خلال فترته النيابية ‏ (9 يونيو 1983 – 18 مايو 1987).
- في الانتخابات العمومية للمملكة المتحدة 1987 [الإنجليزية]‏، انتخب عضو البرلمان الخمسون للمملكة المتحدة عن دائرة سوري الشرقية خلال فترته النيابية ‏ (11 يونيو 1987 – 16 مارس 1992).
- انتخب وزير ظل الدولة لشؤون الصحة [الإنجليزية]‏ (11 مارس 1974 – 18 فبراير 1975).
- انتخب وزير ظل الدولة الخزانة [الإنجليزية]‏ (18 فبراير 1975 – 4 مايو 1979).
- انتخب عضو مجلس الشورى البريطاني.
- انتخب عضو مجلس اللوردات.
- انتخب Minister of State for Trade [الإنجليزية]‏ (5 نوفمبر 1972 – 4 مارس 1974).
- انتخب النائب العام لإنجلترا وويلز [الإنجليزية]‏ (23 يونيو 1970 – 5 نوفمبر 1972).
- انتخب وزير ظل الدولة الخزانة [الإنجليزية]‏ (11 فبراير 1975 – 4 مايو 1979).
- انتخب مستشار الخزانة (4 مايو 1979 – 11 يونيو 1983).
- انتخب وزير الدولة للشؤون الخارجية وشؤون الكومنولث [الإنجليزية]‏ (11 يونيو 1983 – 24 يوليو 1989).
- انتخب اللورد رئيس المجلس [الإنجليزية]‏.
- انتخب زعيم مجلس العموم [الإنجليزية]‏ (24 يوليو 1989 – 1 نوفمبر 1990).
- انتخب نائب رئيس وزراء المملكة المتحدة [الإنجليزية]‏ (24 يوليو 1989 – 1 نوفمبر 1990).

## روابط خارجية
- جيوفري هاو على موقع مونزينجر (الألمانية)
- جيوفري هاو على موقع ميوزك برينز (الإنجليزية)
- جيوفري هاو على موقع إن إن دي بي (الإنجليزية)
- جيوفري هاو على موقع ديسكوغز (الإنجليزية)